# Elgonidium mahnerti
Elgonidium mahnerti – gatunek chrząszcza z rodziny nakwiatkowatych i podrodziny Tomoderinae.
Gatunek ten został opisany w 1978 roku przez Paula Bonadonę.
Chrząszcz ten ma ciało długości od 1,88 do 1,97 mm i czułki z trzonkami dwukrotnie dłuższymi niż szerokimi. Przedplecze jest u niego podzielone jest na przedni i tylny płat przewężeniem o brzegach nieząbkowanych. Szerokość przedniego płata jest 1,8 raza większa niż szerokość przewężenia, a płat tylny jest wyraźnie węższy niż przedni. Przewężenie ciągnie się po stronie grzbietowej i stąd widoczne jest jako cienkie, poprzeczne żeberko. Na przednim płacie brak podłużnego żeberka. Punktowanie wierzchu przedplecza jest prawie niewidoczne.
Owad afrotropikalny, znany wyłącznie z urwiska Mau w Kenii. Spotykany na wysokości około 2000 m n.p.m..